# Tessaoua (Departement)
Tessaoua ist ein Departement in der Region Maradi in Niger.

## Geographie

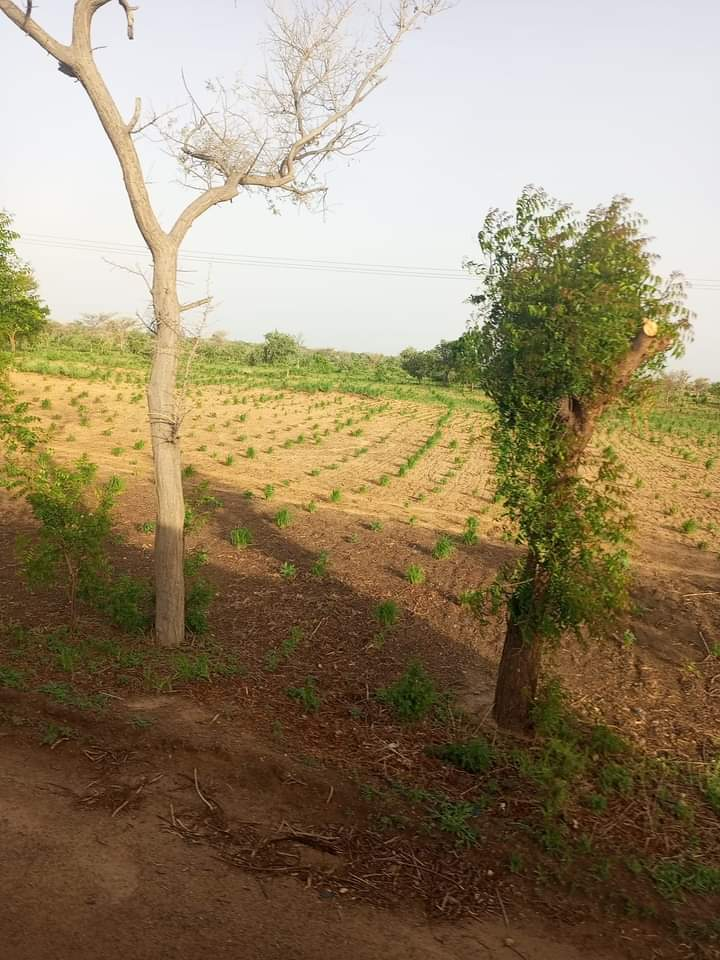
Ein Hirsefeld in Tessaoua (2023)

Das Departement liegt im Süden des Landes. Es besteht aus der Stadtgemeinde Tessaoua und den Landgemeinden Baoudetta, Hawandawaki, Koona, Korgom, Maïjirgui und Ourafane. Der namensgebende Hauptort des Departements ist Tessaoua. Die weiten Ebenen im Departement Tessaoua sind von sandigen Böden mit Laterit-Einsprengseln geprägt.

## Geschichte
Nach der Unabhängigkeit Nigers im Jahr 1960 wurde das Staatsgebiet in 32 Bezirke (circonscriptions) aufgeteilt. Einer davon war der Bezirk Tessaoua. 1964 gliederte eine Verwaltungsreform Niger in sieben Departements, die Vorgänger der späteren Regionen, und 32 Arrondissements, die Vorgänger der späteren Departements. Im Zuge dessen wurde der Bezirk Tessaoua in das Arrondissement Tessaoua umgewandelt. Aguié wurde 1972 als eigenes Arrondissement aus Tessaoua herausgelöst.
Im Jahr 1998 wurden die bisherigen Arrondissements Nigers in Departements umgewandelt, an deren Spitze jeweils ein vom Ministerrat ernannter Präfekt steht. Die Gliederung des Departements in Gemeinden besteht seit dem Jahr 2002. Zuvor bestand es aus dem städtischen Zentrum Tessaoua und den Kantonen Tessaoua, Korgom und Ourafane.

## Bevölkerung
Das Departement Tessaoua hat gemäß der Volkszählung 2012 515.852 Einwohner. Bei der Volkszählung 2001 waren es 343.761 Einwohner, bei der Volkszählung 1988 213.207 Einwohner und bei der Volkszählung 1977 145.908 Einwohner.

## Verwaltung
An der Spitze des Departements steht ein Präfekt (französisch: préfet), der vom Ministerrat auf Vorschlag des Innenministers ernannt wird.
| Amtszeit                      | Name                                |
| ----------------------------- | ----------------------------------- |
| …                             |                                     |
| 15. Apr. 2010 – 3. Jun. 2011  | Amirou Abdoulaye                    |
| 3. Jun. 2011 – 29. Jul. 2016  | Idi Mamane Karbo (alias Idi Mamane) |
| 29. Jul. 2016 – 8. Nov. 2021  | Idi Sani Magagi                     |
| 8. Nov. 2021 – 30. Nov. 2022  | Harouna Maïdabo                     |
| 30. Nov. 2022 – 21. Sep. 2023 | Hamissou Yachaou                    |
| seit 21. Sep. 2023            | Salifou Moumouni                    |